# Orde van Eer (Soedan)
De Orde van de Eer (Arabisch: Nishan-el-Anwar) van de republiek Soedan is een ridderorde. Deze "grote orde" kent een enkele graad en wordt aan vreemde staatshoofden toegekend. Ook de Soedanese president draagt de insignia.
De versierselen van de in 1961 ingestelde orde zijn een kleinood in de vorm van vier gouden halve manen die voor "religie, rechtschapenheid, welvaart en geluk" staan, een ster die op de borst wordt gedragen, een grootlint en een gouden keten.
Het lint is donkerblauw met twee smalle witte strepen, de binnenste iets breder dan de buitenste, langs de rand.
De onderscheiding wordt aan bevriende staatshoofden verleend; zie de Lijst van ridderorden en onderscheidingen van maarschalk Tito.